# Heinrich Gätke

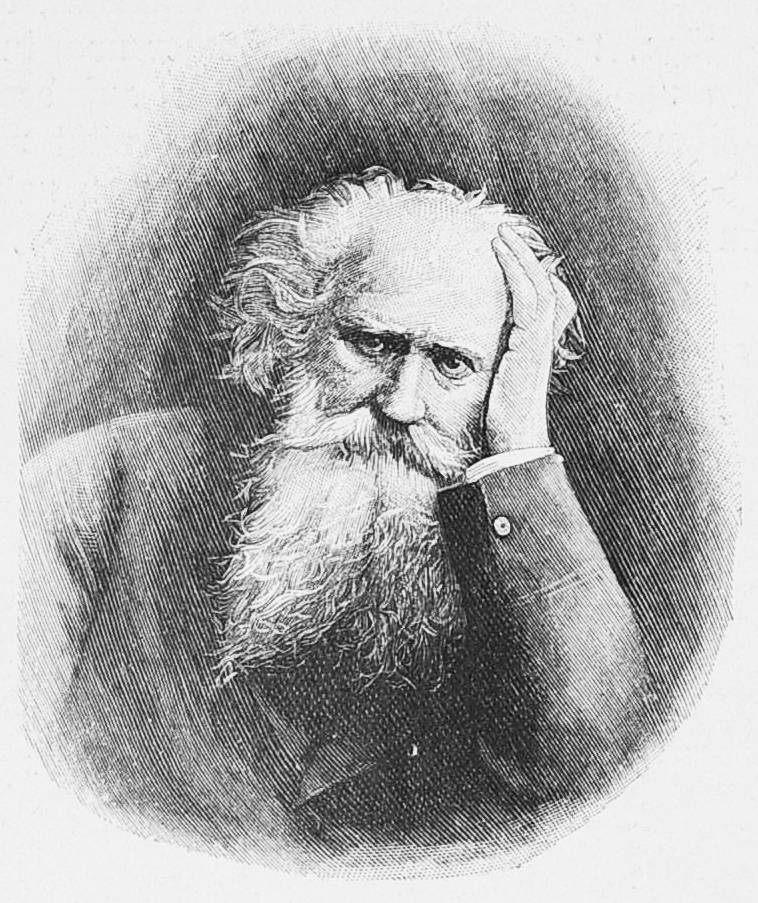
Heinrich Gätke

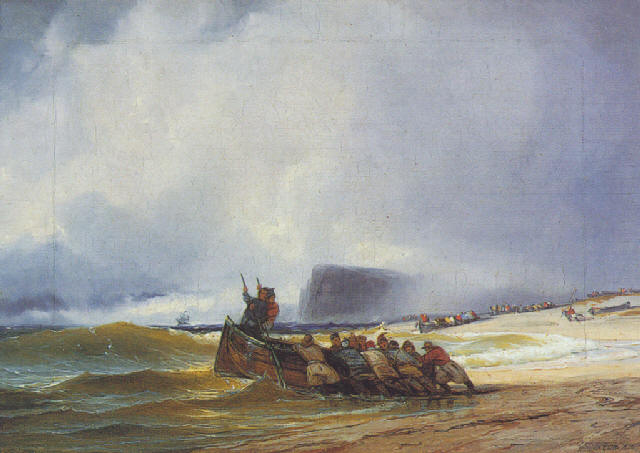
Ein Gemälde Gätkes aus dem Jahr 1838

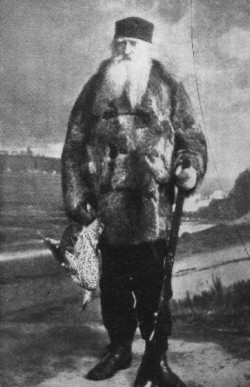
Heinrich Gätke bei der Jagd

Heinrich Gätke (* 19. Mai oder 19. März 1814 in Pritzwalk; † 1. Januar 1897 auf Helgoland) war ein deutscher Ornithologe und Maler.

## Leben
Der Sohn eines Bäckers und Brauers wurde zur kaufmännischen Ausbildung nach Berlin geschickt. Mit dem jungen Theodor Fontane teilte er sich zeitweise eine Schlafkammer bei einem gemeinsamen Verwandten. Hier lernte er 1834 den Landschaftsmaler Karl Blechen kennen, dessen Schüler er wurde und der ihn zur eigenen künstlerischen Tätigkeit anspornte. Gätke änderte seine Berufspläne und wurde Kunstmaler. 1837 reiste er zum ersten Mal nach Helgoland; die Insel blieb ab 1841 sein ständiger Wohnsitz.
Im Frühjahr 1838 geriet Gätke mit dem Revolutionär Harro Harring in einen Rechtsstreit, der ihn als einen „flauen Pinseljungen“ gescholten hatte. Da Harring sich weigerte, vor Gericht zu erscheinen, ließ ihn der englische Gouverneur gewaltsam von der Insel schaffen. Gätkes Tätigkeit als Maler von Seestücken ging gleitend in die zeichnerische Wiedergabe der auf Helgoland rastenden Zugvögel über. Ab 1843 galt sein Interesse vorrangig der Vogelkunde. Etwa zehn Jahre später begann der Autodidakt, der bis dahin eine umfangreiche Vogelbalg-Sammlung zusammengetragen und Kontakte mit zahlreichen deutschen und englischen Ornithologen gepflegt hatte, wissenschaftliche Arbeiten zu publizieren.
Der englische Gouverneur Sir Henry Maxse, dem Gätke über viele Jahre als Sekretär diente, verdächtigte ihn gleichwohl, die britische Herrschaft der Insel zu untergraben und für eine deutsche Vereinnahmung der Insel Stimmung zu machen.
1891 erschien sein Werk Die Vogelwarte Helgoland. Im gleichen Jahr erwarb die preußische Regierung seine Sammlung für das Nordsee-Museum der Biologischen Anstalt Helgoland. Der größte Teil dieser Sammlung fiel 1944 den Bomben des Zweiten Weltkriegs zum Opfer, die erhaltenen Stücke sind im Wattenmeerhaus des Instituts für Vogelforschung in Wilhelmshaven zu besichtigen. 1895 erschien eine englische Übersetzung seines Buches, 1900 posthum eine zweite deutsche Auflage.
Heinrich Gätke war wie viele Ornithologen im 19. Jahrhundert der Meinung, der Vogelzug fände in 3.000–12.000 m oder sogar in noch größeren Höhen statt. Erst Friedrich von Lucanus fand anhand von Berichten von Luftschiffern sowie eigenen Untersuchungen heraus, dass die tatsächliche Flughöhe weit geringer war.
Theodor Fontane, der seinen Verwandten Heinrich Gätke in seiner Jugend zuletzt gesehen hatte, bezeichnete Gätke 1891 in einem Brief, der ein Wiedersehen nach über sechzig Jahren in Aussicht stellte, als Inselkönig. Nach Heinrich Gätke ist eine Straße in Pritzwalk und die Heinrich-Gätke-Halle im Institut für Vogelforschung in Wilhelmshaven benannt. Die Museumsstiftung Post und Telekommunikation bewahrt Briefmarkenentwürfe Gätkes, die dieser um 1874/75 für die Reichsdruckerei in Berlin herstellte und mit Angaben zum Druck versah, auf.

## Werke
- Die Vogelwarte Helgoland, hg. von Rudolf Blasius, 1891